# 1489 w polityce
Wydarzenia polityczne w 1489 roku.

## Wydarzenia
- Bitwa morska pod Dunbar.
- 25 lutego – Francja uznała niepodległość Monako.
- 14 marca – Katarzyna Cornaro, królowa Cypru, sprzedała swoją wyspę Wenecjanom.
- 26 marca – Traktat z Medina del Campo pomiędzy Anglią a Hiszpanią.
- 29 listopada – trzyletni wówczas Artur Tudor zostaje księciem Walii.

## Urodzili się
- 10 listopada – Henryk II Młodszy, książę Brunszwiku.

## Zmarli
- 3 stycznia – wielki mistrz krzyżacki Martin Truchsess von Wetzhausen.
- 12 lipca – Bahlul Lodi, sułtan Dehli.